# ساسکیا مولدر
ساسکیا مولدر (هلندی: Saskia Mulder؛ زادهٔ ۱۸ مهٔ ۱۹۷۳) هنرپیشه اهل هلند است.
از فیلم‌ها یا برنامه‌های تلویزیونی که وی در آن نقش داشته‌است می‌توان به ساحل، نزول، و نزول قسمت ۲ اشاره کرد.